# Roscrea
Roscrea is een stadje in Ierland, gelegen in de County Tipperary, grenzend aan County Laois. Het stadje telt ongeveer 4500 inwoners en beschikt over een winkelcentrum en enkele toeristische attracties, zoals een oud kasteel, aan de hoofdstraat gesitueerd. Er is ook een oude kerk ten oosten van Roscrea. In deze kerk werken nog een aantal monniken, die toeristen in de zomer laten zien hoe ze hun werk doen. Bij deze kerk is ook een park met erg oude bomen en een uitgestrekt, heuvelachtig grasveld. Verder beschikt de stad over een treinstation.
Roscrea is een uitstekende uitvalsbasis om de rest van de omgeving te verkennen. Op ongeveer 15 km afstand beginnen de Slieve Bloom Mountains, een door het toerisme onontdekt natuurgebied, met vele wandelroutes. Svetlana Tichanovskaja, Wit-Russische politiek activist en kandidaat voor de presidentsverkiezingen van augustus 2020 in Wit-Rusland, bracht vele zomers door in Roscrea als onderdeel van een programma voor kinderen die getroffen waren door de kernramp in Tsjernobyl.

## Geboren in Roscrea
- Daisy May Bates (1859-1951), journaliste, antropologe en welzijnswerkster
- Willie Walsh (1935-2025), bisschop